# Вулиця Кавова (Львів)
Вулиця Кавова — вулиця у Галицькому районі міста Львова, у межах історичного центру міста. Починається від аркового проходу, що в будинку № 35 на проспекті Свободи та прямує до вулиці Наливайка.
Від 2017 року вулиця Кавова стала пішохідною. Відповідне рішення щодо вулиці Кавової прийняла міська комісія з безпеки дорожнього руху. Вулиця Кавова входить до складу пішохідного кільця, яким хочуть оточити центр міста.

## Назва
- 1916—1950 роки — Пасаж Феллерів[7]. Пасаж Феллерів був створений на початку XX століття та займав всю нинішню вулицю Кавову. Крамниці в ньому розташовувалися на перших поверхах (в партерах) житлових будинків. Пасаж початково тягнувся від сучасного проспекту Свободи, доки на початку пасажу у 1903 році був збудований чотириповерховий будинок під № 35 за проєктом архітектора Артура Шлеєна, до сучасної вулиці Наливайка. Частину пасажу від вулиці Тиктора була зруйнована під час другої світової війни[8].
- 1950—2022 роки — вулиця Михальчука[9], на честь члена Комуністичного Союзу Молоді Західної України, студента Львівської політехніки Ігоря Михальчука, що 14 березня 1933 року загинув у львівській в'язниці «Бригідки»[10].
- Рішенням виконавчого комітету Львівської міської ради від 18 серпня 2022 року вулицю Михальчука перейменовано на вул. Кавову[11]. Своїй назві вулиця завдячує міському рекорду — у Львові найбільша в світі кількість кав'ярень на душу населення[12], а сама кава — своєрідний бренд Львова, важлива частина міської культури.

## Забудова
В архітектурному ансамблі вулиці Кавової присутні класицизм, історизм. Декілька будинків внесено до Реєстру пам'яток архітектури місцевого значення.
№ 3, 4 — за Польщі в партері житлового будинку № 3 працювала крамниця готового одягу «Na-Lim», нині тут кафе-бар «Втіха». Житловий будинок № 4 споруджений у 1902 році за проєктом архітектора Артура Шлеєна, в партері якого містилися крамниці текстильних товарів Горовіца та крамниця тканин Мецгера, за радянських часів тут працювала майстерня з пошиття театральних костюмів та весільний салон «Анастасія Споса». Будинки входили до складу комплексу колишнього пасажу Феллерів та внесені до реєстру пам'яток архітектури місцевого значення під охоронними № 991-м та № 1635-м.
№ 5, 6, 7 — за Польщі в партері житлового будинку № 5 працювало ательє дамських капелюхів Любіна. Нині тут солярій, салон краси «Ламія» та ресторан здорового харчування «Смаколик». У міжвоєнний період в партері житлового будинку № 6 містилася крамниця тканин Шлєссера, нині — бутік одягу «La Forsa», аптечна крамниця мережі «Дешева аптека» та майстерня «Папірус». В партері житлового будинку № 7 нині міститься туристична фірма «Роза вітрів». Будинки входили до складу комплексу колишнього пасажу Феллерів та внесені до реєстру пам'яток архітектури місцевого значення під загальним охоронним № 1042-м.